# Receptory serotoninowe

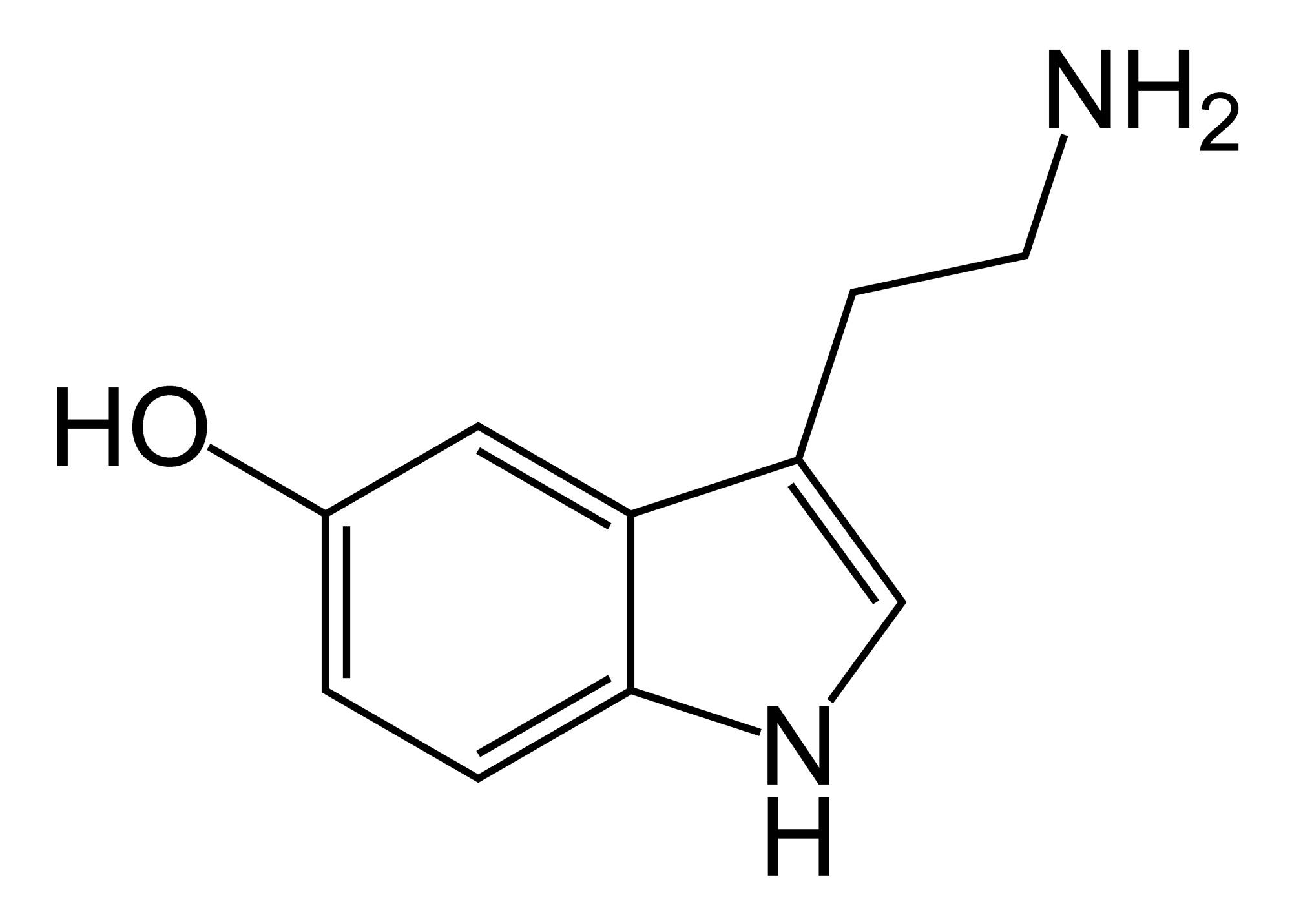
Struktura serotoniny

Receptory serotoninowe (określane często jako receptory 5-HT) – są to receptory umieszczone na błonie komórkowej neuronów i niektórych innych komórek m.in. mięśni gładkich. Receptory 5-HT pośredniczą w działaniu serotoniny, ich endogennego ligandu.
Do tej pory wyróżniono 7 rodzin tych receptorów, a w ich obrębie po kilka podtypów. Wszystkie z nich związane są z białkiem G, z wyjątkiem receptorów 5-HT3, należących do receptorów jonotropowych. Mechanizm działania substancji psychodelicznych (LSD, DMT, meskalina) opiera się na działaniu agonistycznym na receptory serotoninowe, niektóre leki przeciwpsychotyczne są zaś ich antagonistami.

## Rodziny
| Rodzina                                | Typ                        | Mechanizm                                  | Wpływ       |
| 5-HT1 (5-HT1A, 5-HT1B, 5-HT1D, 5-HT1F) | Związany z białkiem Gi/Go  | Obniżenie poziomu komórkowego cAMP         | Hamujacy    |
| 5-HT2 (5-HT2A, 5-HT2B, 5-HT2C)         | Związany z białkiem Gq/G11 | Podwyższenie komórkowego poziomu IP3 i DAG | Pobudzający |
| 5-HT3                                  | Kanał jonowy dla Na+ i K+  | Depolaryzacja błony komórkowej             | Pobudzający |
| 5-HT4                                  | Związany z białkiem Gs     | Podwyższenie poziomu komórkowego cAMP      | Pobudzający |
| 5-HT5 (5-HT5A, 5-HT5B)                 | Związany z białkiem Gi/Go  | Obniżenie poziomu komórkowego cAMP         | Hamujący    |
| 5-HT6                                  | Związany z białkiem Gs     | Podwyższenie poziomu komórkowego cAMP      | Pobudzający |
| 5-HT7                                  | Związany z białkiem Gs     | Podwyższenie poziomu komórkowego cAMP      | Pobudzający |